# 베아트리체 비오
베아트리체 마리아 아델라이데 마르치아 비오(이탈리아어: Beatrice Maria Adelaide Marzia Vio, 1997년 3월 4일~)는 이탈리아의 휠체어 펜싱 선수이다. 2014년과 2016년 유럽 챔피언, 2015년과 2017년 세계 챔피언, 2016년과 2020년 패럴림픽에서 휠체어 펜싱 플뢰레 등급B 부문에서 금메달을 획득했다.

## 유년 시절
1997년 3월 4일 베네치아에서 삼남매 중 둘째로 태어나 트레비소도에 위치한 마을 몰리아노 베네토에서 자랐다.
11살이 되던 해인 2008년 말, 뇌수막염에 걸려 생명을 구하기 위해 두 다리의 무릎과 두 팔을 절단해야 했다. 3개월이 넘는 집중 재활치료 끝에 펜싱으로 복귀할 수 있었다.

2023년에 로마에 있는 존 캐벗 대학교에서 커뮤니케이션 및 국제관계학을 전공했다.

## 체육
플뢰레를 고정시킬 수 있는 특별한 보철물을 사용한다.  알리체 에스포시토의 지도 하에 2010년 첫 번째 휠체어 펜싱 대회에 참가했다.
2012년 하계 패럴림픽에서 1,000명이 넘는 사람들이 비오의 입후보를 지지하기 위해 국제 패럴림픽 위원회에 이메일을 보낸 온라인 캠페인 이후 개막식의 성화봉송 주자로 선택되었다.
2013년, 올림픽 은메달리스트 다니 죈지를 꺾고 몬트리올에서 열린 휠체어 펜싱 그랑프리에서 우승했으며, 이로 인해 국제 패럼림픽 위원회로부터 이달의 장애인 올림픽 선수로 선정되었다.

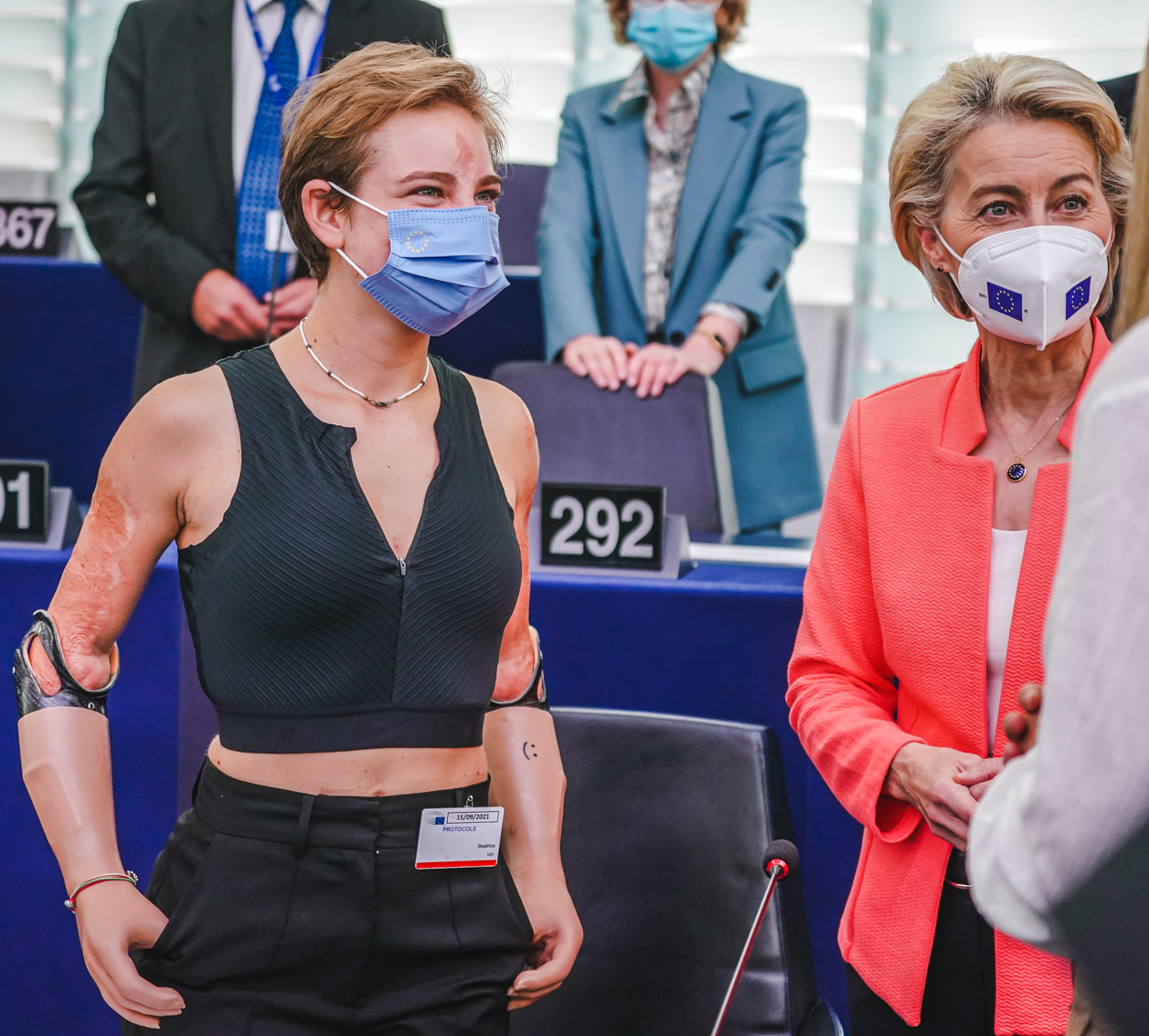
2021년 9월 우르줄라 폰데어라이엔과 함께 유럽 연합 국가 에 참석한 비오

2013-14 시즌 초에 학업에 집중하기 위해 잠시 휴식기간을 가지다가 6월에 돌아와 유럽 선수권 대회에서 개인전과 단체전에서 모두 우승했다. 연말에 이탈리아 패럴림픽 위원회는 비오를 옥사나 코르소와 함께 "올해의 이탈리아 패럴림픽 선수"로 선정했다. 2015년 결승전에서 다니를 15-4로 꺾고 세계 챔피언이 되었다. 이후 2015년 세계 박람회의 홍보대사로 임명되었으며 자서전을 출판했다.
2015-16 시즌에 이탈리아 국가 올림픽 위원회로부터 '새로운 역사'를 만든 선수에게 전달되는 에도아르도 만자로티 상을 받았다. Casale Monferrato에서 러시아의 이리나 미슈로바를 제치고 두 번째 유럽 챔피언 타이틀을 획득했다.  7월 바르샤바 그랑프리 결승전에서 러시아의 빅토리아 보이코바에게 패해 11연승 행진을 마감했다. 그러나 자신의 카테고리에서 최고 순위의 펜싱 선수로 2016년 하계 패럴림픽에 참가할 자격을 얻었다. 리우에서 풀 무대에서 무패로 나왔고 5번의 풀 시합에서 5-0으로 승리했다. 8강에서 폴란드의 마르타 마코프스카를 15-6으로 이겼고, 그 후 디펜딩 패럴림픽 챔피언인 중국의 팡야오를 15-1로 이겼다. 9월 14일 중국의 저우징징과 벌인 결승전에서 상대의 플뢰레 끝이 실수로 그녀의 마스크에 들어가 시합이 중단되었다. 냉찜질을 한 후 속개된 경기에서 15-7로 승리하여 패럴림픽 금메달을 획득했다.
도쿄에서 열리는 2020년 하계 패럴림픽에 참가해 8월 28일 저우징징을 다시 한번 꺾은 후 휠체어 펜싱 플뢰레 개인 경기에서 또 다른 금메달을 획득했다.